# Melochia argentina
Melochia argentina är en malvaväxtart som beskrevs av R. E. Fries. Melochia argentina ingår i släktet Melochia och familjen malvaväxter. Inga underarter finns listade i Catalogue of Life.